# Овсеница
Овсеница (рум. Ofseniţa) је село у општини Банлок, која припада округу Тимиш у Републици Румунији.
Име је вероватно добила по "овсеници" - српском називу за једну врсту траве, на латинском: Agrostis solonifera. Та биљка најбоље успева на песковитој иловачи. То би требало да значи да је у атару села била за усеве неплодна земља. Такође се под појмом "овсеница" сматра сељачки сиромашки овсени хлеб, са брашном од мешавине јечма и овса, који је неквалитетан, гњецав, пун бодљи плеве. То је тешка храна која се једе у оскудици. Од њега је било вајде када се повећа удео јечма и добро замасти и посоли. По Вуку Караџићу синоним је реч "зобеница". А стара српска пословица каже (за утеху гладном): "Боље ти је ноћас овсенице, него сјутра погаче". Овсеница као храна је много у народним песмама помињана.
Насеље је значајно по присутној српској националној мањини у Румунији.

## Положај насеља
Село Овсеница се налази у источном, румунском Банату, на 15 km од Србије. Сеоски атар је потпуно равничарског карактера.

## Историја
По "Румунској енциклопедији" први пут се јавља између 1690-1700. године. Створили су га придошли Срби. Током 19. века изведена је колонизација Немаца, који су постали већина.
У Крушевском поменику из 17. века, налази се у списку насеља то место, али је изгледа крајем истог века опустело. Насеље Овсеница се помиње 1717. године, након протеривања Турака. Овсеница је 1764. године била православна парохија у Гиладском протопрезвирату. По Ерлеру 1774. године "Офсеница" је претежно (погрешно је уписано - румунско!) српско место у Јаручком округу. Када је 1797. године пописан православни клир, у месту "Опсеница" је служио само један свештеник. Парох поп Василије Лујанов, рукоположен 1797. године служио се искључиво српским језиком.
То место је после било спахилук, чијих је 34 1/8 кметовских сесија држао 1839. године земљепоседник Лазар Карачоњи. Када су 1788. године бежали Срби пред Турцима преко Дунава, две породице србијанске су смештене у Овсеници.
У насељу су живели Срби и Швабе, а по евиденцији из 1839. године католика је било више - 952, а православаца 258. Тада се помиње само католичка црква у месту. Швабе су основале католичку парохију у Овсеници 1803. године.
Године 1905. Овсеница је велика општина, у Банлачком срезу. Ту живи 994 становника у 222 дома. Срба има мало; њих 71 или 7% са 14 кућа. Од српских јавних здања постоје православна црква и две комуналне школе. Од комуникацијских средстава у месту је само пошта, а најближи брзојав је у Банлоку.

## Срби у Овсеници
До 1801. године то је било чисто српско место близу Чакова. Онда се маса народа иселила у Фердин и друга јужнија граничарска места. Остало је у селу само 20 српских кућа. Уследило је насељавање Немаца, тако да их је 1868. године било 35 кућа. Срба је тада било 236 православних душа. Православни свештеник 1824. године био је као администратор поп Максим Марковић. Епитроп црквени био је у то време Василије Видојевић.
Црква православна посвећена Св. арханђелу Гаврилу, мала од плетера, покривена сламом, подигнута је не како се наводило 1810. него после 1739. године. По другом извору, тамошњем пароху Петру Стојадиновићу, црква (ограђена и прућем исплетена) је подигнута 1733. године. Трула и трошна црква гола и сиромашна 1869. године је била склона паду. Скупљани су прилози за градњу нове цркве, и те 1869. године скупили су 149 ф. 50 новчића. Године 1875. поп Пера је и даље скупљао прилоге за градњу храма. Њен иконостас су радили чланови руфета молерског 1743. године. Године 1878. поп Стојадиновић је од скупљених прилога купио кућу са 15 ланаца земље.
У ризници црквеној налазиле су се почетком 20. века четири књиге србуље: Минеј Божидара Вуковића из 1536. године, Псалтир јеромонаха Загуровића из 1569. године, цветни триод и антологион.
По државном шематизму из 1846. године у том месту са 285 становника, црквене матичне књиге крштених и венчаних се воде од 1779. године, а матица умрлих од 1781. године. По другом податку из 1905. године, црквене матрикуле су заведене 1812. године. Парох је био поп Лука Поповић, а школа није постојала 1846. године. Двадесет година касније, 1867. године број православних душа се смањио, на 248.
По протопрезвитерском извештају са краја 1891. године, Овсеница је имала цркву, али не и свештеника у месту. Овсеница је тада православна парохијска филијала оближње Соке. Било је пописано само 98 душа, које живе у 17 српских домова. Румуна као православаца није тада било у селу. када је 1865. године на црквено-народном Сабору у Карловцима решавано смањење броја свештеника (редукција, Овсеница и Сока су посматране заједно. Оне имају укупно 1099 парохијана, све Срби и та парохија спада у пету класу, што значи један свештеник у парохији са малом платом.
Овсеница је била без српске школе од почетка 19. века. Плац срушене српске школе својатали су Немци. Некој сврси је служила једна колиба на крају села. Парох Стојадиновић је 1869. године константовао да школа не ради 60 година. Стан свештенички је био на једном крају села, а поменута колиба на другом. Парох је зато комору уз његов стан, претворио у учионицу коју је снадбео са пећима и намештајем. Он тада постаје и први месни учитељ (то и 1875), уз парохијску службу. Године 1897. се констатује да од свих парохија у темишварској епархији само у Овсеници нема "вероисповедне школе" (српске), па деца похађају тамошњу комуналну (државну). Било је ту само 92 српске душе, а што је недовољно да имају свештеника и школу.
Црквена општина је била врло сиромашна, и 1898. године је констатовано да је већ дотад десет година примала финансијску помоћ из фондова Карловачке митрополије. Свештеник је живео само од прихода своје парохијске сесије, због малобројног и сиромашног српског народа који није могао да плаћа штолу и бир (парохијал).
у Овсеници је почетком 20. века српска православна црквена општина, под председништвом Васе Бекића. Парохија је најниже шесте платежне класе, има парохијски дом и парохијску сесију која износи 33 кј. земље. И тада је парохијска филијала Соке. Свештеник је парох сокински поп Александар Поповић. Црквено-општински посед је 36 кј. земље. Због сиромаштва не може општина ни 1905. године да плаћа учитеља, због тога малобројни ђаци Срби иду у комуналне месне школе. Има их осам за редовну наставу и четири за пофторну школу.
Православна црква овсеничка посвећена празнику Сабора св. Арханђела Михаила и Гаврила, срушена је због дотрајалости 1964. године. Тако да то мало село нема више цркву; остали су само надгробни белези - споменици вишевековног трајања.
По "Српском свештеничком календару" из 1908. године у Овсеници (Соки) је парох био као администратор Александар Поповић, а 1922. године јереј Душан Гајић, са 14 домова православних. 
У Овсеници је рођена позоришна глумица Софија Поповић-Максимовић удата Ристић (05.08.1851-05.04.1921). Радила је са успехом у Српском народном позоришту у Новом Саду.
Из тог места потиче и новосадски банкарски чиновник а познати планинар Петар Дећански (1881-1971).

## Становништво
Године 1847. пред мађарску буну забележено је у месту, 285 православних житеља, и њихов број се до 1867. године смањио за 37.
По званичном попису Угарске из 1857. године у Овсеници је било 1344 становника. По националном саставу преовлађују Швабе католици којих има 1096, а православаца има 248 и сви су Срби. После Првог светског рата Овсеница је спадала у банатска места са најмање Срба, којих је 1920. године било само 53. 
По последњем попису из 2002. године село Овсеница имало је 373 становника. Последњих деценија број становништва опада.
Село је од давнина било вишенародно са немачком већином. Месни Срби су били и остали мањина у насељу, али су раније били знатно бројнији. Последњих деценија већина су постали Румуни, досељени из других делова Румуније. Национални састав на појединим пописима био је следећи:
| Година пописа | 1910. год.  | 1992. год.  | 2002. год.  |
| Укупно ст.    | 1.026       | 342         | 373         |
| Срби          | 59 (5,8%)   | 14 (4,1%)   | 18 (4,8%)   |
| Румуни        | 29 (2,8%)   | 213 (62,3%) | 299 (80,2%) |
| Немци         | 728 (71,0%) | 43 (12,6%)  | 17 (4,6%)   |
| остали        | 210 (20,5%) | 72 (21,1%)  | 39 (10,5%)  |